# Kazue Komiya
Kazue Komiya (小宮 和枝, Komiya Kazue) (née le 12 juillet 1952  à Tokyo) est une actrice japonaise, spécialisée dans le doublage.

## Filmographie partielle

### Doublage

#### Anime
- Super Mario Bros. : Peach-Hime Kyushutsu Dai Sakusen! : Kuribo (Goomba)
- Farewell Space Battleship Yamato : Sarbera
- Touch : Haruko Uesugi
- Urusei Yatsura : Ran

#### OAV
- Giant Robo: The Animation : Youshi
- Urusei Yatsura : Ran

#### Jeux
- Eternal Arcadia : Teodora
- Mobile Suit Gundam: Zeonic Front : Sophie Franc

#### Séries télévisées
- Aim for the Ace! : Kyoko Otowa
- Ashita no Nadja : Johanna
- Combat Mecha Xabungle : Greta Karas
- Fullmetal Alchemist : Lebi
- Hiatari Ryōkō! : Chigusa Mizusawa
- La Seine no Hoshi : Princess Marie Therese
- Monster : Lunge's Wife
- Otome Yōkai Zakuro : Kushimatsu
- Paranoia Agent : Misae Ikari
- Pygmalio : Medusa
- Super Doll★Licca-chan : Nanae Kayama
- Tekkaman : The Space Knight : Mūtan
- Touch : Haruko Uesugi
- Transformers : Elita One, Wheelie, Marissa Faireborn
- Urusei Yatsura : Ran (deuxième voix)
- Yu-Gi-Oh! Duel Monsters GX : Tania

#### Rôles doublés
- 24 heures chrono : Sherry Palmer
- Cory in the House : Ms. Vanderslyce
- Desperate Housewives : Martha Huber
- Dharma & Greg : Abby O'Neil
- Die Hard with a Vengeance Connie : Kowalski
- Dinosaurs : Fran Sinclair
- E/R : Kerry Weaver
- Goof Troop : Peg Pete
- Harry Potter et l'Ordre du Phénix : Dolores Umbridge
- Melrose Place : Jo Reynolds
- Mission: Impossible : Shannon Reed
- Panic Room : Lydia Lynch
- Piranha : Maggie McKeown
- Star Trek : Deep Space Nine : Kira Nerys
- Titan A.E. : Stith
- Les Dessous de Veronica : Olive Massery